# کوتسونا شیئوری
کوتسونا شیئوری (انگلیسی: Shiori Kutsuna؛ زادهٔ ۲۲ دسامبر ۱۹۹۲) بازیگر استرالیایی و ژاپنی است.
از فیلم‌ها و مجموعه‌های تلویزیونی‌ای که وی در آن نقش داشته‌است، می‌توان به نابخشوده (۲۰۱۳)، ددپول ۲ (۲۰۱۸) و هجوم (۲۰۲۱) اشاره کرد.